# Јегише Чаренц
Јегише Чаренц (јерм. Եղիշե Չարենց; рус. Егише Чаренц; Карс, 25. март 1897 – Јереван, 27. новембар 1937) био је јерменски песник, прозаиста, преводилац и друштвени активист. Сматра се једним од највећих јерменских песника са почетка XX века. Писао је искључиво на јерменском језику. У својим делима бавио се најразличитијим темама, почев од свакодневног и уобичајеног живота јерменског човека, па до тема везаних за најболније делове јерменске историје и страдања током Првог светског рата. На јерменски језик је превео бројна дела Пушкина, Мајаковског, Гетеа, Горког, Витмана и бројних других.
Био је један од првих присталица комунистичког покрета и бољшевизма, али и једна од првих јавних личности у Јерменији која је изразила неслагање са стаљинистичким чисткама током 1930-их година. Његова дела су након његове смрти била забрањена.
Његов лик налази се на новчаници од 1.000 јерменских драма, а град Чаренцаван у централној Јерменији носи његово име.